# Дас, Моума
Моума Дас (бенг. মৌমা দাস; род. 24 февраля 1984, Калькутта) — индийская спортсменка, игрок в настольный теннис. Представительница Индии на международных соревнованиях с начала 2000-х годов. Чемпионка Игр Содружества. За свой вклад в спорт она была удостоена премии Арджуна в 2013 году и ордена Падма Шри в 2021 году.
Дас участвовала в Олимпийских играх 2004 года, где выступала в одиночном разряде, а затем на Олимпийских играх 2016. Она также вышла в четвертьфинал женского парного разряда на чемпионате мира по настольному теннису 2017 года в паре с Маникой Батрой, став первой женской индийской парой, достигнувшей этого этапа соревнований. Пара также стала серебряными призёрами Игр Содружества 2018 года.

## Карьера
Дас впервые выступила на чемпионате мира по настольному теннису в 1997 году в Манчестере и дошла до третьего раунда. В следующем году она не участвовала из-за травмы. На последующих мировых чемпионатах Дас представляла Индию в Куала-Лумпуре (2000), Осаке (2001), Париже (2003), Дохе (2004), Бремене (2006), Загребе (2007), Гуанчжоу (2008), Иокогаме (2009), Москве (2010), Роттердаме (2011), Дортмунде (2012), Париже (2013), Сучжоу (2015), Куала-Лумпуре (2016), Дюссельдорфе (2017), Хальмстаде (2018). Таким образом, она приняла участие на рекордных 17 чемпионатах, разделив это достижение с Комвон Нантана из Таиланда.
Дас завоевала свою первую золотую медаль международном уровне на II Международных спортивных играх «Дети Азии» 2000 года в Якутске.
Моума Дас сыграла более 400 международных матчей против игроков из 75 стран.
На чемпионате Содружества в декабре 2015 года Дас завоевала серебро в одиночном разряде и в командном первенстве.
Дас прошла квалификацию на Олимпийские игры в Рио-де-Жанейро на азиатском квалификационном турнире в Гонконге в апреле 2015 года. На Играх в Рио она проиграла Даниэле Додин из Румынии в первом круге женских индивидуальных соревнований и сразу покинула турнир.
В 2017 году на турнире в Оломоуце индийская пара Моума Дас и Маника Батра впервые в истории женских командных соревнований вышли в полуфинал Мирового тура.
Дас и Батра заняли 12-е место в мировом рейтинге, что является лучшим результатом среди 28 стран Содружества.
В 2017 году на турнире в Испании индийская пара дошла до финала и уступила кореянкам Чон Джихи и Ян Хаын 11:9, 6:11, 11:9, 9:11, 9:11, завоевав серебро. Таким образом они стали первой индийской женской парой, завоевавшей серебряную медаль в серии «Челлендж». Позже в том же году Дас добралась до финала 50-го национального чемпионата по настольному теннису в Ранчи. Также она выиграла золотую медаль в командном зачете.
Дас вместе с женской командой завоевала золотую медаль на Играх Содружества 2018. Индия победила Сингапур в финале со счетом 3:1.